# Cole Porter
Cole Albert Porter (Peru, Indiana, 9 de junho de 1891 – Santa Mônica, 15 de outubro de 1964) foi um músico e compositor norte americano. 
Seu trabalho inclui as comédias musicais Kiss Me, Kate (1948 - baseada na peça de Shakespeare The Taming of the Shrew), Fifty Million Frenchmen e Anything Goes, bem como as músicas "Night and Day", "I Get a Kick Out of You" e "I've Got You Under My Skin". Ele é notório pelas letras sofisticadas (às vezes vulgares), ritmos inteligentes e formas complexas. Ele é um dos maiores contribuidores do Great American Songbook.

## Primeiros anos
Porter nasceu em Peru, Indiana, de família abastada. Seu avô materno, James Omar "J.O." Cole, era especulador de carvão e madeira e dominava a família da filha. A mãe de Cole iniciou-o no estudo musical desde tenra idade; ele aprendeu violino aos seis anos, piano aos oito e escreveu sua primeira opereta (com o auxílio da mãe) aos 10. Ela não só reconheceu como incentivou os talentos do filho e chegou a alterar sua data de nascimento de 1891 para 1893 para fazê-lo parecer mais precoce. O avô de Porter, J.O. Cole, queria que o garoto se tornasse advogado e, pensando nessa carreira, enviou-o para a Academia de Worcester em 1905 e depois para a Universidade Yale em 1909.
Nesse período, Porter compôs uma série de canções estudantis, incluindo as do time de futebol americano "Bulldog Bulldog" e "Bingo Eli Yale", tocadas em Yale ainda hoje. Cole Porter compôs cerca de 300 músicas enquanto estudava em Yale.
Porter passou um ano na Faculdade de Direito de Harvard em 1913 (onde foi colega de quarto de Dean Acheson), e então transferiu-se para a Faculdade de Artes e Ciência.
Em 1915, sua primeira canção para a Broadway, "Esmeralda", apareceu na revista "Hands Up". O rápido sucesso foi seguido imediatamente por um fracasso; sua primeira produção para a Broadway, em 1916, "See America First" (libreto de Lawrason Riggs), ficou apenas duas semanas em cartaz. As produções seguintes também fracassaram. Essa sucessão de insucessos fez com que Porter se autoexilasse em Paris, vendendo músicas e sendo sustentado, em parte por seu avô, em parte por sua mãe.

### Paris e casamento
Porter trabalhava como compositor quando os Estados Unidos entraram na Primeira Guerra Mundial em 1917. Ele viajou por toda a Europa, relacionando-se com alguns dos mais conhecidos intelectuais e artistas da época e tornando-se um dos membros da chamada "Geração Perdida".
Em 1918, Porter conheceu Linda Lee Thomas, uma rica divorciada de Louisville, Kentucky, oito anos mais velha que ele, com quem se casou no ano seguinte.

### Orientação sexual
Apesar de Porter ter sido constantemente fotografado ao lado de belas mulheres e ter sido casado por 34 anos com Linda Lee Thomas, que engravidou e abortou uma vez, alguns acreditam ter sido Porter mais homossexual que bissexual. O casal separou-se brevemente no início da década de 1930, quando a orientação sexual de Porter se tornou mais aberta durante sua estadia em Hollywood. Após Porter se ter ferido seriamente em um acidente de cavalo, Linda reconciliou-se com o marido. Ele teve um caso em 1925 com Boris Kochno, poeta e libretista dos Ballets Russes. Comenta-se que também teve um longo relacionamento com seu companheiro constante, Howard Sturges, um aristocrata de Boston, assim como com o arquiteto Ed Tauch (para quem Porter escreveu "Easy to Love"), com o coreógrafo Nelson Barclift (que inspirou "You'd Be So Nice To Come Home To"), com o realizador de cinema John Wilson e com o amigo de longa data Ray Kelly, a cujos filhos Porter, que não teve descendentes, deixou metade das receitas dos direitos de autor das suas composições.

### À margem
Diferente de alguns de seus contemporâneos, como George Gershwin e Irving Berlin, Porter não fez sucesso imediato na Broadway. No entanto, nascido e casado na riqueza, ele não sofreu com falta de dinheiro e estabeleceu-se fora de sua terra, os Estados Unidos, durante praticamente todos os anos 1920, vivendo uma vida de luxo na Europa. Apesar disso, Porter não ficou ocioso e continuou a escrever. Muitas dessas canções tornaram-se sucessos depois.

## Maturidade
Porter reintroduziu-se na Broadway com o musical "Paris" (1928), onde aparece um dos seus grandes sucessos, "Let's Do It (Let's Fall in Love)". O próximo show, "Fifty Million Frenchmen" (1929), incluía vários números populares, dos quais faziam parte "You Do Something to Me" e "You've Got That Thing". Finalizando a década, estreou em 30 de dezembro de 1929 "Wake Up and Dream", com uma partitura que incluía a música "What Is This Thing Called Love?".
Os anos 1930 começaram com a revista "The New Yorkers" (1930), incluindo a canção "Love For Sale". A letra desta música foi considerada forte demais para as rádios, mas tornou-se um padrão posteriormente. A seguir, veio o último show teatral de Fred Astaire, "Gay Divorce" (1932). Nele apareceu aquele que talvez seja o maior sucesso de Cole Porter, "Night and Day".
Em 1934, Porter escreveu aquele que, para muitos, é seu melhor trabalho no período, "Anything Goes" (1934). Suas canções incluíam "I Get a Kick out of You", "All Through the Night", "You're the Top", "Blow, Gabriel, Blow" e a canção-título. Durante anos, os críticos compararam muitos de seus shows - desfavoravelmente - a este. "Anything Goes" marcou também a estreia da cantora Ethel Merman em shows de Porter, tendo atuado em cinco de seus musicais.
"Jubilee" (1935), escrita com Moss Hart durante um cruzeiro pelo mundo, não foi um grande sucesso, mas lançou duas músicas que hoje fazem parte do cancioneiro americano — "Begin the Beguine" e "Just One of Those Things". "Red Hot And Blue" (1936), estrelado por Merman, Jimmy Durante e Bob Hope, introduziu "It's De-Lovely", "Down in the Depths (on the Ninetieth Floor)", e "Ridin' High".
Porter também escreveu para Hollywood, incluindo a partitura para "Born To Dance" (1936), lançando "Easy to Love" e "I've Got You Under My Skin" e "Rosalie" (1937), lançando "In the Still of the Night". Além disso, compôs a música de cowboy "Don't Fence Me In", para um filme de 1930 nunca produzido, que só obteve sucesso quando Roy Rogers e Bing Crosby & The Andrews Sisters a lançaram, nos anos 1940.
Porter continuava a viver a vida em grande estilo, em grandes festas, com grandes e famosos amigos. Na verdade, algumas de suas letras mencionam seus amigos da época.
Então, em 1937, um acidente a cavalo quebrou suas duas pernas e deixou-o com dores crônicas, severamente incapacitado. Os médicos aconselharam sua esposa e sua mãe a amputar sua perna direita e, eventualmente, a esquerda, mas elas não concordaram. Porter submeteu-se a mais de 30 cirurgias nas pernas e sofreu dores constantes pelo resto da vida. Durante esse período, o número de operações levou-o a grave depressão. Foi uma das primeiras pessoas a experimentar a terapia de eletrochoque.

## Últimos anos
Apesar da dor, Porter continuou a escrever musicais de sucesso. "Leave It to Me!" (1938) (apresentando Mary Martin cantando "My Heart Belongs to Daddy"), "DuBarry Was a Lady" (1939), "Panama Hattie" (1940), "Let's Face It!" (1941), "Something for the Boys" (1943) e "Mexican Hayride" (1944) foram todos sucesso. Esses shows incluíam canções como "Get Out of Town", "Friendship", "Make It Another Old-Fashioned Please" e "I Love You". No entanto, para muitos críticos, suas músicas estavam se tornando menos mágicas e, após dois fracassos, "Seven Lively Arts" (1944) (que incluía o sucesso "Ev'ry Time We Say Goodbye") e "Around The World" (1946), muitos consideraram que seu melhor período havia terminado.
Em 1948, Porter fez seu grande retorno ao sucesso, escrevendo aquele que, para muitos, foi seu show de maior sucesso, "Kiss Me, Kate". A produção ganhou um Tony Award de Melhor Musical e Porter o prêmio de Melhor Compositor e Letrista. O repertório — geralmente considerado o seu melhor — incluía "Another Op'nin' Another Show", "Wunderbar", "So In Love", "We Open in Venice", "Tom, Dick or Harry", "I've Come to Wive It Wealthily in Padua", "Too Darn Hot", "Always True to You in My Fashion" e "Brush Up Your Shakespeare". Porter voltava ao topo.
Apesar de o show seguinte — "Out Of This World" (1950) — não ter sido um grande sucesso, o posterior, "Can-Can" (1952), apresentando "C'est Magnifique" e "It's All Right with Me", foi um grande hit. Sua última produção para a Broadway, "Silk Stockings" (1955), lançando "All of You", foi também bem-sucedida.
Após seu acidente, Porter continuou também a trabalhar para Hollywood, escrevendo as partituras para dois filmes de Fred Astaire, "Broadway Melody of 1940" (1940) com Eleanor Powell, incluindo as músicas "I Concentrate on You", e "You'll Never Get Rich" (1941). Mais tarde compôs as músicas para o filme "O Pirata" (1948), com Gene Kelly/Judy Garland. O filme deu prejuízo, apesar de apresentar a música "Be a Clown" (cujos "ecos" curiosamente se fazem presentes na música "Make 'Em Laugh", apresentada por Donald O'Connor no musical "Cantando na Chuva" (Singin' in the Rain) de 1952). "Alta Sociedade" (High Society) (1956), estrelado por Bing Crosby, Frank Sinatra e Grace Kelly, trouxe o último sucesso de Cole Porter, "True Love". Escreveu também canções para o musical "Les Girls" (1957) com Gene Kelly. Sua última partitura foi para um especial de TV da CBS, Aladdin (1958).
Após uma série de úlceras e 34 operações, sua perna direita teve de ser amputada e substituída por uma prótese mecânica em 1958. A amputação sucedeu-se à morte de sua mãe em 1952 e ao fim da batalha de sua esposa contra um enfisema em 1954. A sucessão de reveses combinados mostrou-se forte demais para Porter. Ele não escreveu mais nenhuma canção após 1958 e passou seus últimos anos em relativa reclusão.
Cole Porter morreu de falência renal aos 73 anos em Santa Monica, Califórnia, e foi enterrado no Mount Hope Cemetery em sua cidade natal, entre os túmulos de sua mãe e sua esposa.

## Canções notáveis
Os shows listados são musicais de palco, salvo indicação em contrário. Onde o espetáculo foi posteriormente transformado em filme, o ano refere-se à versão teatral. Uma lista completa das obras de Porter está na Biblioteca do Congresso em sua Cole Porter Collection.
- (1916) See America First
- (1919) Hitchy-Koo of 1919 – "Old-Fashioned Garden"
- (1928) Paris – "Let's Do It, Let's Fall in Love"
- (1929) Wake Up and Dream – "What Is This Thing Called Love?"
- (1929) Fifty Million Frenchmen – "You Do Something to Me"
- (1930) The New Yorkers – "Love for Sale", "I Happen to Like New York", "Where Have You Been?"
- (1932) Gay Divorce – "After You, Who?", "Night and Day" (adaptado como The Gay Divorcee, 1934)
- (1933) Nymph Errant – "Experiment", "The Physician", "It's Bad for Me"
- (1934) Hi Diddle Diddle (revue) — "Miss Otis Regrets"
- (1934) Anything Goes – "All Through the Night", "Anything Goes", "I Get a Kick Out of You", "You're the Top"
- (1934) Adios Argentina (filme não produzido) – "Don't Fence Me In"
- (1935) Jubilee – "Begin the Beguine", "Just One of Those Things"
- (1936) Red, Hot and Blue – "Down in the Depths (on the Ninetieth Floor)", "Ridin' High", "It's De-Lovely"
- (1936) Born to Dance (filme) – "You'd Be So Easy to Love", "I've Got You Under My Skin"
- (1937) Rosalie (filme) – "In the Still of the Night"
- (1937) You Never Know – "At Long Last Love", "From Alpha to Omega", "Let's Misbehave"
- (1938) Leave It to Me! – "From Now On", "Get Out of Town", "My Heart Belongs to Daddy"
- (1939) Broadway Melody of 1940 (filme) – "Between You and Me", "I Concentrate on You", "I've Got My Eyes on You", "I Happen to Be in Love", "Begin the Beguine"
- (1939) DuBarry Was a Lady – "But in the Morning No", "Do I Love You?", "Well, Did You Evah!", "Friendship"
- (1940) Panama Hattie – "I've Still Got My Health", "Let's Be Buddies"
- (1941) You'll Never Get Rich (filme) – "Dream Dancing", "So Near and Yet So Far"
- (1941) Let's Face It! – "I Hate You, Darling", "Ace in the Hole"
- (1942) Something for the Boys – "Could It Be You"
- (1942) Something to Shout About – "You'd Be So Nice to Come Home To"
- (1943) Mexican Hayride – "I Love You"
- (1944) Seven Lively Arts – "Ev'ry Time We Say Goodbye"
- (1946) Around the World – "Look What I Found"
- (1947) The Pirate (filme) – "Be a Clown", "Mack the Black", "You Can Do No Wrong"
- (1948) Kiss Me, Kate – "Always True to You in My Fashion", "Another Op'nin', Another Show", "Brush Up Your Shakespeare", "I Hate Men", "Why Can't You Behave?", "So in Love", "Tom, Dick or Harry", "Too Darn Hot", "Wunderbar"
- (1950) Out of This World – "From This Moment On", "I Am Loved"
- (1950) Stage Fright (filme) – "The Laziest Gal in Town"
- (1953) Can-Can – "I Am in Love", "I Love Paris", "C'est Magnifique", "It's All Right With Me"
- (1954) Silk Stockings – "All of You", "Paris Loves Lovers"
- (1955) High Society (filme) – "Mind if I Make Love to You?", "True Love", "Who Wants to Be a Millionaire?", "You're Sensational"
- (1956) Les Girls (filme) – "Ça, C'est L'amour", "You're Just Too, Too"
- (1958) Aladdin (televisão) – "Come to the Supermarket (em Pequim Velha)"